# کلی شوماخر
کلی شوماخر (انگلیسی: Kelly Schumacher؛ زادهٔ ۱۴ اکتبر ۱۹۷۷) بازیکن بسکتبال اهل ایالات متحده آمریکا است.
از باشگاه‌هایی که در آن بازی کرده‌است می‌توان به فینکس مرکوری اشاره کرد.
وی در مسابقات کشوری و بین‌المللی در مجموع برندهٔ ۱ مدال طلا شده‌است.